# Grupo Colina
O Grupo Colina foi um grupo paramilitar e esquadrão da morte anticomunista criado no Peru que atuou principalmente durante o governo do presidente Alberto Fujimori. O grupo é conhecido por cometer vários abusos de direitos humanos, onde num período de oito meses (de 1991 a 1992) várias pessoas foram mortas no massacre de Barrios Altos, no massacre de Santa, no massacre de Pativilca e no massacre de La Cantuta.
Seus integrantes atuaram no Peru em diferentes destacamentos desde a década de 1980 até o início da década de 1990, como parte de uma estratégia denominada guerra de baixa intensidade empreendida pelo governo peruano por meio de suas forças armadas. Durante o primeiro governo de Alan García, operavam grupos com um modus operandi similar, como o Comando Rodrigo Franco e o Grupo Scorpio. O Grupo Colina era liderado pelo major do Exército Peruano Santiago Martín Rivas.
O Grupo Colina, sob o mandato de Fujimori, vitimou sindicatos e ativistas que se manifestaram contra o governo peruano, por meio de intimidação ou, muitas vezes, assassinatos.